# Programme Marsnik

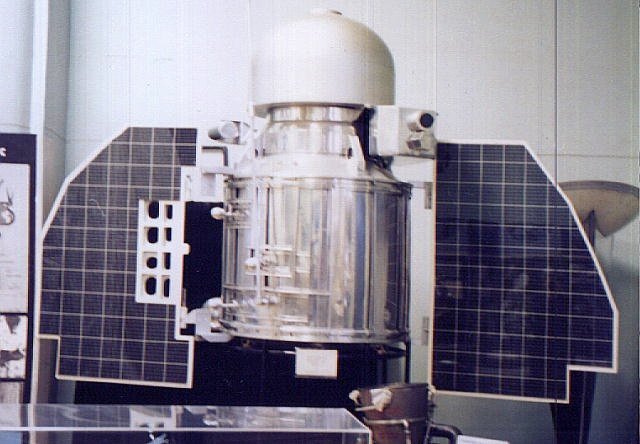
La sonde Marsnik 1

Le programme Marsnik fut la première tentative soviétique de sondes pour l'exploration interplanétaire.
Marsnik 1 (ou Korabl 4, ou Mars 1960A) le 10 octobre 1960, et Marsnik 2 (ou Korabl 5, ou Mars 1960B), le 14 octobre, furent détruites lors du lancement. Il s'avéra que le troisième étage du lanceur n'avait pas pu démarrer, empêchant les sondes d'atteindre une altitude suffisante qui culmina à 120 km.
Le premier tir, rapporté en 1962 par l'administrateur de la NASA au congrès américain, fut tout de suite décrit comme une tentative de survol de Mars par une sonde, bien que des scientifiques soviétiques le nièrent, expliquant que seule la sonde suivante avait ce but. V.G. Perminov, ingénieur en chef des vaisseaux spatiaux de l'entreprise Lavotchkine, confirma que les deux missions avaient bien le même objectif.
Les tentatives d'envoi de missions vers Mars se poursuivirent avec Spoutnik 22 puis le Programme Mars.

## Objectifs de la mission
Les objectifs de ces missions étaient d'explorer l'espace interplanétaire entre la Terre et Mars et d'étudier la planète en renvoyant les images prises lors du survol. Deux autres buts étaient d'étudier les effets de longs vols spatiaux sur le matériel de la sonde, ainsi que la faisabilité de communications radios sur de longues distances.

## Les sondes
La NASA décrit la sonde comme : 

« D'une conception assez proche de Venera 1, avec un corps cylindrique de deux mètres environ de longueur, avec deux panneaux solaires, une antenne à haut gain de 2,33 mètres, et d'une masse d'environ 650 kg. La sonde comportait 10 kg d'équipement scientifique : magnétomètre, détecteur de rayons cosmiques, un piège à plasma-ion, un radiomètre, un détecteur de micrométéorites, et un spectrofluoromètre. Ces instruments étaient placés à l'extérieur de la sonde. Un appareil photographique se trouvait dans un bloc scellé dans le corps de la sonde et pouvait prendre les images par un hublot lorsqu'un capteur détectait la présence du sol martien. »